# Гама-фи хипотеза
Гама-фи хипотеза се сматра да је теоретски неисправна, јер захтева константан лимен за све величине стимулуса, и да иако може дати, у неким случајевима, добро приближно уклапање психометријске криве, „треба мислити о њој не као психофизичкој хипотези већ као било којој другој емпиријској једначини која се користи за цртање глатке криве кроз скуп експерименталних опсервација." 
За пресуде са две категорије, психометријска крива је позитивно искривљена ако се апсолутни лимен повећава са стимулусом, а количина искривљености зависи од грубости процеса перцепције. "Фи-гама хипотеза се пориче ако се апсолутни лимен повећава са величином стимулуса чак и ако Веберов закон није тачно верификован." Апроксимација уклапања се, теоретски, повећава како Веберов однос постаје мањи.

## Формулација Феликса Урбана
Феликс Урбан почетком 20. века долази на идеју да се непоузданост индикатора осетљивости укључи у психофизичку релацију законима теорије вероватноће, кад се већ она не може отклонити. Како се величина прага мења услед неконтролисаних узрочника, то варирање мора да прати закон случаја, да се узме у обзир примењујући теорију вероватноће. Феликс Урбан поставља гама-фи хипотезу:
{\displaystyle p=\phi (y)}
p представља пропорцију доживљених дражења, Фи је вредност стимулације, а y одступање од просека у стандардној мери. График стимулуса и осећаја добија облике кумулиране Гаусове криве. Осетљивост се сада не приказује једном цифром, једном тачком у фи-скали, већ континуираном линијом осетљивости.